# Arån
Arån är ett vattenflöde i norra Härjedalen och södra Jämtland. 
Ån rinner ner från fjällområdet strax norr om Glen via Arådalen ned i älven Ljungan vid byn Börtnan i Bergs kommun. Efter ån fanns tidigare bördiga ängslotter tillhörande Börtnans by samt Galbergets och Lövdalens nybyggen. Några mindre sjöar efter Arån nerifrån Ljungan och uppströms är Skriksviken, Stortjärnen, Stentjärnen, Kvisseln, Hästskoloken, Lapploken, Sörtjärnen och Nordtjärnen.

## Vatten och fisk
Det har funnits flera regleringsdammar för flottningens behov i Aråns nedre delar.
I Arån finns bland annat harr, öring, sik och gädda.

## Restaurering
Under flottningsepoken förändrades vattendraget av stensprängningar, kistor och flottningsrännor med mera. Under 2000-talet har man velat återställa ån till tiden före flottningen (ca 1870).